# 野津町農業協同組合
野津町農業協同組合（のつまちのうぎょうきょうどうくみあい）は、かつて大分県臼杵市野津町に本所を置いていた農業協同組合。通称はJA野津町。2008年6月1日に、大分県内の他の15の農業協同組合と合併して大分県農業協同組合となった。

## 沿革
- 1963年（昭和38年）3月 - 野津町の野津・川登・南野津・都松各地区の農協が合併し設立。
- 1969年（昭和44年）3月 - 田平農協が合併し一町一農協の野津町農業協同組合となる。
- 2008年（平成20年）6月1日 - 野津町農業協同組合を含む大分県内の16の農業協同組合が合併して大分県農業協同組合となる。